# Conioselinum smithii
Conioselinum smithii là một loài thực vật có hoa trong họ Hoa tán. Loài này được (H.Wolff) Pimenov & Kljuykov mô tả khoa học đầu tiên năm 2003.